# Абрамова, Екатерина Константиновна

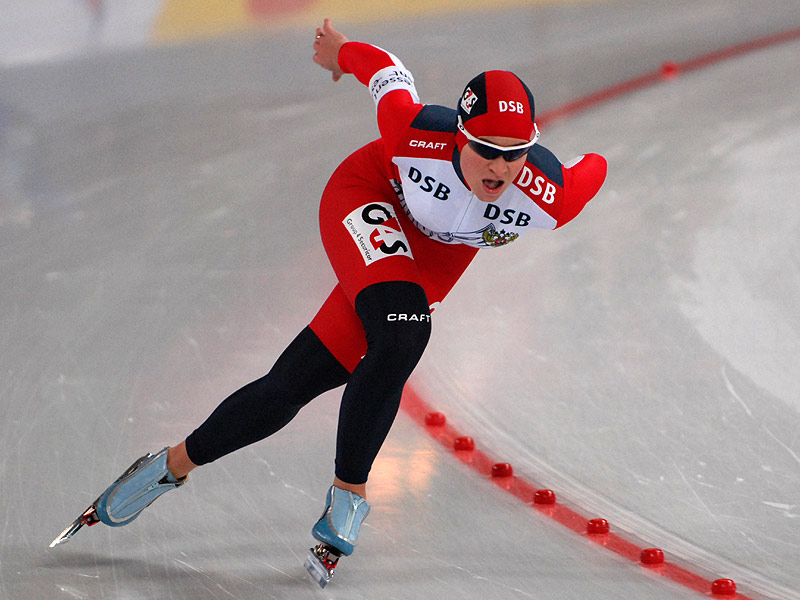
Екатерина Абрамова на Кубке мира в 2008 году

Екатери́на Константи́новна Абра́мова (род. 14 апреля 1982, Ленинград, СССР) — российская конькобежка, заслуженный мастер спорта России (2006). Участница зимних Олимпийских игр 2006 и 2010 годов, чемпионка России в многоборье, 4-кратная на отдельных дистанциях и 7-кратная призёр чемпионата России. Выступала за Санкт-Петербург и ФСО профсоюзов «Россия».

## Биография
Екатерина Абрамова начала кататься на коньках в возрасте 7 лет, а заниматься конькобежным спортом в 12 лет. В 1999 году дебютировала на юниорском чемпионате мира, а через год заняла 1-е место в забеге на 500 м на Юношеских играх Северной Европы и выиграла многоборье на юниорском чемпионате России. В Кубке мира дебютировала в сезоне 2003/2004, тогда же впервые выиграла бронзовую медаль на чемпионате России в забеге на 500 м.
В 2005 году Абрамова участвовала на зимней Универсиаде в Инсбруке, но лучшим местом стало 9-е на дистанции 1500 м. В сезоне 2005/06 она стала чемпионом России в командной гонке, а в январе заняла 11-е место в многоборье на дебютном чемпионате Европы в Хамаре. На своих первых зимних Олимпийских играх в Турине завоевала бронзовую медаль в командной гонке. В забеге на 1000 м заняла 9-е место и на 1500 м стала 21-й.
В марте 2006 года на чемпионате мира в классическом многоборье в Калгари она заняла 15-е место. В 2007 году Абрамова стала 10-й на чемпионате Европы в Коллальбо, следом заняла 20-е место на чемпионате мира в спринтерском многоборье и 18-е место на чемпионате мира в классическом многоборье.
В марте 2007 на чемпионате мира на отдельных дистанциях в Солт-Лейк-Сити заняла 4-е место в командной гонке. В январе 2008 года на чемпионате Европы в Коломне стала 13-й в многоборье, а на чемпионате мира в Берлине заняла 19-е место в сумме многоборья. В сезоне 2007/08 вместе с партнёршами трижды попадала на подиум Кубке мира и в общем зачёте претендовали на чемпионство в командной гонке.
Но в феврале 2008 года на финальном этапе Кубка мира в Херенвене между Екатериной и Екатериной Лобышевой произошла драка, из-за того, что Абрамова отказалась от участия в командной гонке. Исполкома СКР вынес решение, что Абрамова в течение года не имеет права участвовать в соревнованиях, проводимых под эгидой Союза конькобежцев России (СКР) и Международного конькового союза (ИСУ). 1 декабря 2008 года с неё досрочно сняли дисквалификацию.
В 2009 году Абрамова стала 14-й на чемпионате Европы в многоборье, на зимней Универсиаде в Харбине поднялась на 4-е место в командной гонке и выиграла чемпионат России в той же гонке. На зимних Олимпийских играх в Ванкувере в 2010 году Екатерина заняла только 32-е место в забеге на 1500 м. После олимпиады взяла паузу в соревнованиях, но в декабре, после рождения дочери Варвары решила завершить карьеру.

## Личная жизнь и семья
Екатерина Абрамова окончила Университет имени Лесгафта в Санкт-Петербурге. С 2015 года заместитель директора открытого конькобежного стадиона имени Бориса Шилкова. Она замужем и у них пятеро детей. Старшая дочь Варвара занимается конькобежным спортом. Екатерина любит смотреть фильмы, отдыхать на море, а также суши и роллы всевозможные. Родители Абрамовой живут в городке Сольцы Новгородской области, а брат Андрей живёт в Санкт-Петербурге. В феврале 2023 года в Коломне прошли Всероссийские соревнования по конькобежному спорту "Серебряные коньки", в которых участвовала её дочь Варвара, а сама Екатерина была в качестве тренера.

## Награды и звания
- Заслуженный мастер спорта
- Медаль ордена "За заслуги перед Отечеством" II степени (2007)[9]